# Malcòlmia
Malcòlmia (Malcolmia) és un gènere de plantes amb flors dins la família Brassicàcia. Consta d'unes 30 espècies originàries de les terres àrides de les regions irano-turaniana i mediterrània.
Algunes espècies són cultivades en jardineria incloent-hi Malcolmia maritima.

## Algunes espècies
Als Països Catalans es troben com autòctones: Malcolmia littorea, Malcolmia maritima, Malcolmia africana i Malcomia ramosissima.
- Malcolmia africana
- Malcolmia boissieriana
- Malcolmia littorea
- Malcolmia maritima
- Malcolmia turkestanica